# Filohinon
Filohinon je policiklični aromatični keton baziran na 2-metil-1,4-naftohinonu, sa 3-fitil supstituentom.
On je u masti rastvoran vitamin, koji je stabilan na vazduhu i vlagi, ali se razlaže na svetlu. On je prisutan u širokom opsegu biljnih vrsta, posebno lisnatih. On deluje kao akceptor elektrona tokom fotosinteze, on je deo lanca transporta elektrona fotosistema I.

## Terminologija
On se često naziva vitamin K1, fitomenadion ili fitonadion. Ponekad se pravi razlika, pri čemu se filohinon smatra prirodnim a fitonadion sintetičkim.
Stereoizomer filohinona se naziva vitamin k1 (malim slovom).